# Čeperka (železniční zastávka)
Čeperka je železniční zastávka nacházející se na trati Pardubice–Liberec v obci Čeperka v okrese Pardubice. 

## Historie
Zastávka byla otevřena v roce 1914. V roce 1997 zde byla zbudována firmou Sprint s.r.o. Pardubice (tuto skutečnost dodnes připomíná, společností umístěná, pamětní deska) zděná budova, která sloužila jako hláska a čekárna s prodejem jízdenek. Nacházela se zde jedna kolej a jedno nástupiště, přilehlý přejezd P5360 byl vybaven mechanickými závorami.[zdroj?]

## Modernizace a popis
V letech 2014 až 2016 probíhala rozsáhlá modernizace a zdvoukolejnění trati, konkrétně úseku Opatovice nad Labem – Stéblová. Ta se výrazným způsobem dotkla i této zastávky. Byla vystavěna 2 nová nástupiště s nástupní hranou ve výšce 550 mm nad temenem kolejnice. Na zastávku byly umístěny nové přístřešky, taktéž byl zbudován i podchod. Přilehlý přejezd byl též modernizován, původní mechanické závory byly nahrazeny elektrickými závorami s výstražníky AŽD 97. Osobní pokladna byla ukončena, čekárna se později též uzavřela.[zdroj?]
Nachází se zde 2 informační tabule a rozhlas, nástupiště jsou tvořena zámkovou dlažbou i s hmatovými prvky pro nevidomé.[zdroj?]
Na zastávce zastavuje kromě osobních vlaků ve směru do Pardubic také jeden rychlík společnosti ARRIVA vlaky.[zdroj?]

## Galerie

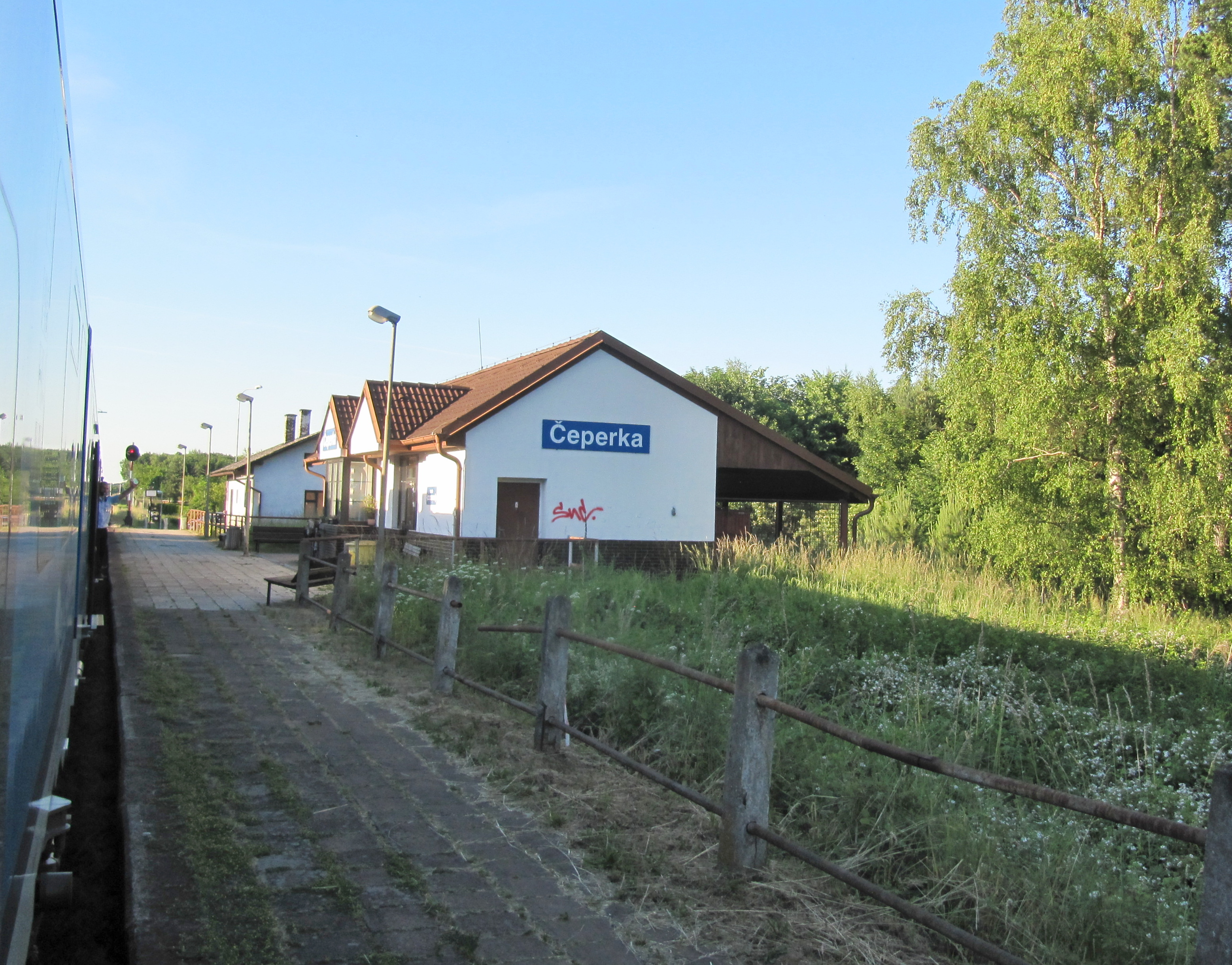
Zastávka před rekonstrukcí
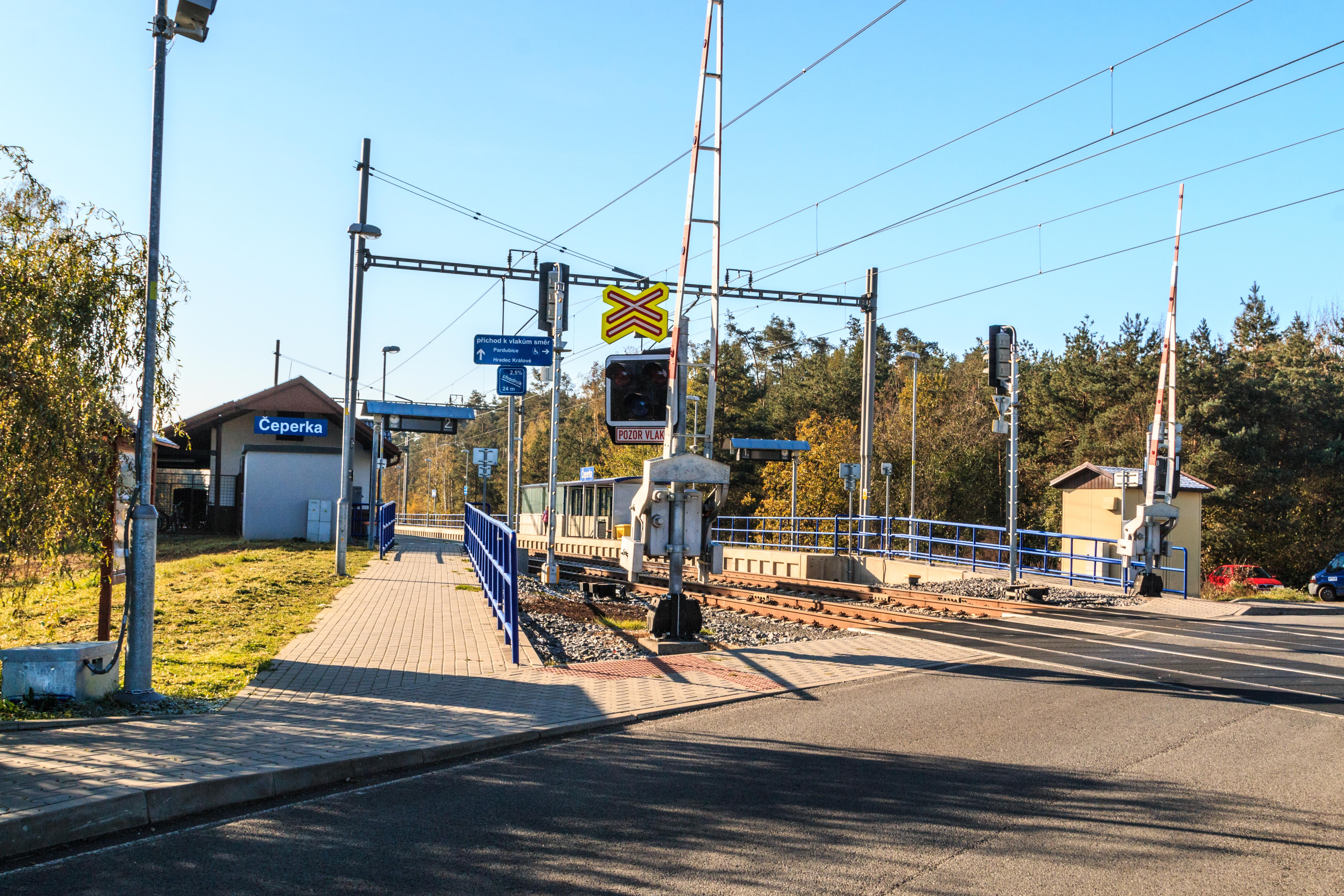
Pohled na zastávku s přejezdem po modernizaci